# BIG BOX
BIG BOX（ビッグボックス）は、西武鉄道グループが所有・運営する商業ビル。高田馬場駅前の「BIG BOX 高田馬場」（東京都新宿区）、東大和市駅前の「BIG BOX 東大和」（東京都東大和市）がある。
ボウリング、スイミングプール、テニスなどのスポーツ施設が充実しており、他にレストラン、カラオケボックス、書店などがテナントとして入居する。

## BIG BOX 高田馬場
1974年5月5日開業。意匠設計は当時若手建築家であった黒川紀章が担当。構造設計は松井源吾が担当した。
開業時は赤と白を基調とした建物で、その内部は、スポーツ施設として屋外空間的に広く使えるように、柱がなく、ほぼ窓がない箱（大きな 箱=BIG BOX）のような構造となっている。これは、３階から８階までの床を、橋梁などに使われるプレストレスト・コンクリートを用いた36mスパンの梁で支えることにより、柱のない広い空間を可能にしている。開業当時、このような多層建築でプレストレスト・コンクリートを用いたのは世界初だったという。
走る人が壁面に大きく描かれていて、赤色でよく目立つことで、集合の目印となっていた。しかし、完成から30年以上経過していて老朽化が見られることから、2007年6月1日から10月にかけて改修工事を行い、同年10月19日午前10時にリニューアルオープンした。外観もそれまでの赤色基調から、西武鉄道のコーポレートカラーでもある青色基調へ大きく変更された。
テナント出店している店舗の大半は、PASMOやSuicaなどの交通系ICカードによる電子マネー支払いに対応している。
2013年度に1階・2階店舗の改修を行い、同年10月7日に「Emio高田馬場-スタイル-」としてリニューアルオープンしている。
1階正面玄関前に、警視庁戸塚警察署が管理する「高田馬場駅前交番」が隣接している。

### 施設
- 西武フィットネス（3.4.5階）
- タイトーステーション高田馬場（6階）
- スペースクリエイト自遊空間（7階）
- 高田馬場グランドボウル（8階）
- かつて9階に「ビクターミュージックプラザ」という日本ビクターが運営するショールーム兼ミニライブ会場があった。

### アクセス
山手線・西武新宿線・東京メトロ東西線高田馬場駅駅前、バスロータリー正面。

## BIG BOX 東大和

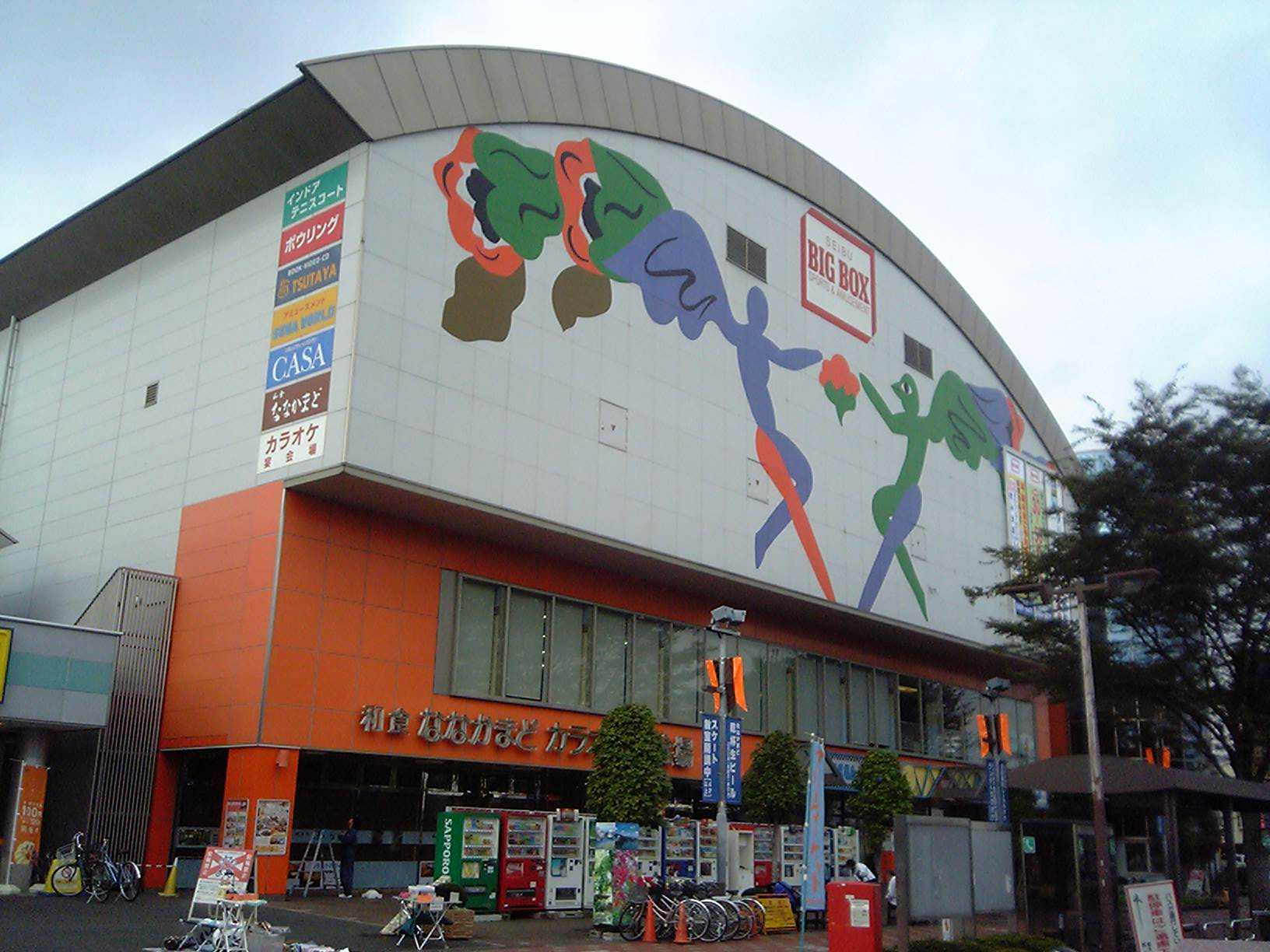
BIG BOX 東大和・

1998年7月15日開業。西武レクリエーションが管理運営する。屋内テニスコート、スケートリンク、ボウリング場（グランドボウル運営）などのスポーツ施設がある。

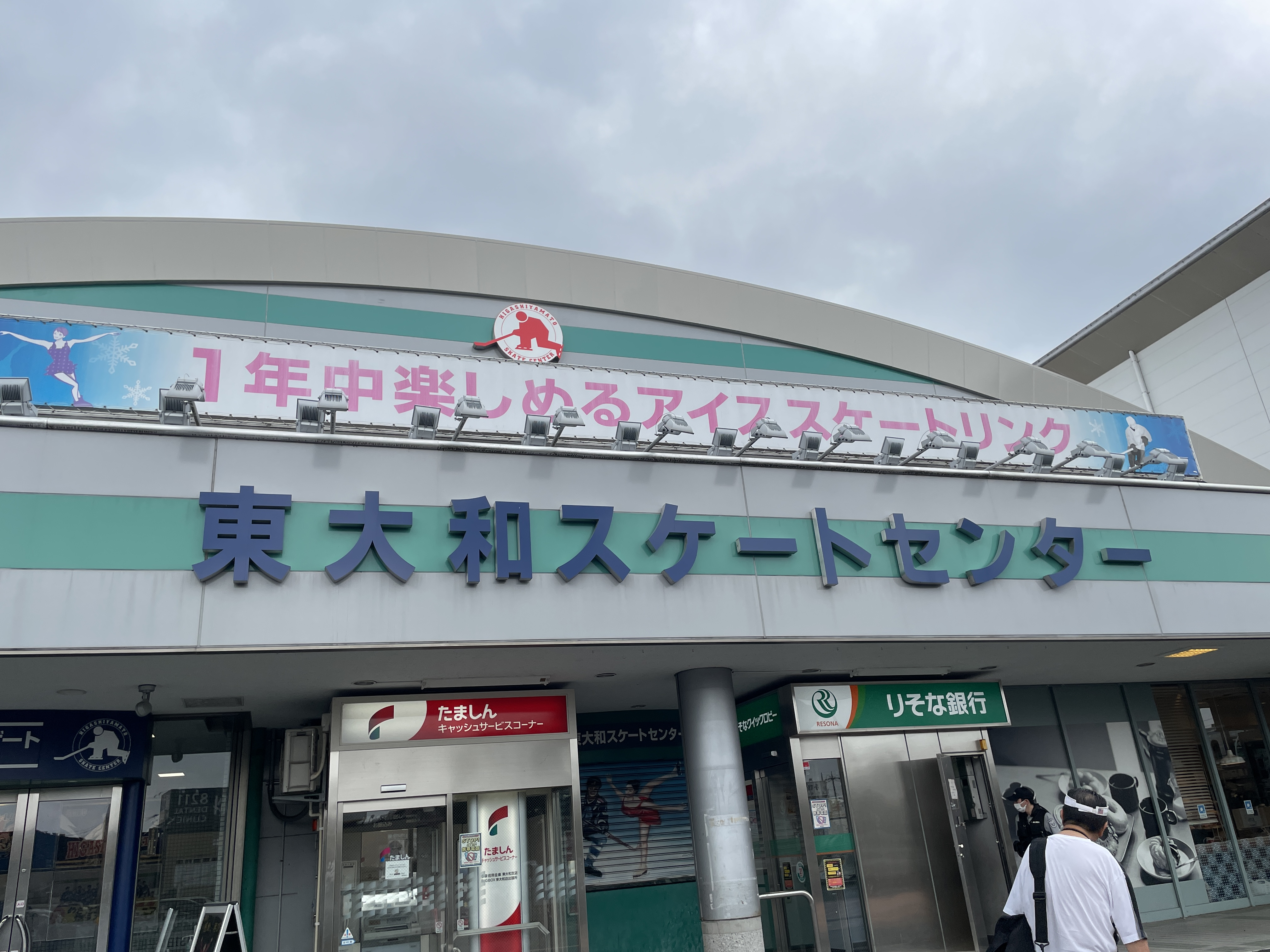
東大和スケートセンター

スケートリンクは「東大和スケートセンター」として1993年4月4日に開業した（ムサシノフィギュアスケーティングクラブ、スケート教室実施）。
ボウリング場は2013年の第68回国民体育大会（多摩国体）でボウリング競技会場として使用され、2015年には全日本女子プロボウリング選手権大会が開催された。

### アクセス
西武拝島線東大和市駅駅前、徒歩約1分。